# Château de Chouvigny (Givarlais)
Ne doit pas être confondu avec le château de Chouvigny (Chouvigny) (Allier)
Le château de Chouvigny est situé à Givarlais, en France.

## Localisation
Le château est situé sur l'ancienne commune de Givarlais, partie – depuis le 1er janvier 2016 – de la nouvelle commune de Haut-Bocage, dans le département de l'Allier, en région Auvergne-Rhône-Alpes.

## Description
Le château est une ancienne maison forte construite en bordure des anciennes structures castrales, avec bâtiments disposés autour d'une vaste cour centrale.
Les bâtiments sont disposés en U autour d'une cour centrale. La résidence consiste en un bâtiment à rez-de-chaussée flanqué aux extrémités d'un appentis, et d'un pavillon d'habitation récent. La façade du XVIIe siècle comporte une porte d'entrée surmontée d'une imposte vitrée.

## Historique
La motte castrale de Givarlais était citée en 1370. Un donjon existait encore en 1527. Le château du bourg lui a succédé.
L'ancien château était entouré de fossés dont il subsiste quelques traces. En 1292, les doyens et chanoines d'Hérisson vendent au comte de Clermont, sire de Bourbon, les tailles des hommes de Chouvigny. Vers 1632, à cet emplacement, un acquéreur, M. de Favières, fait construire une gentilhommière et réédifier la chapelle domestique. En 1679, un nouveau livre terrier est établi par Antoine de Favières, conseiller du roi, se déclarant possesseur de Chauvigny.
L'édifice est inscrit partiellement (éléments protégés : Les façades et toitures ; chambre à alcôve avec son décor de boiseries ; chapelle ; fossé en eau) au titre des monuments historiques par arrêté du 26 novembre 1990.